# Cayo Pirata (Venezuela)
Cayo Pirata es el nombre de una isla venezolana en las Antillas Menores, en el sureste del Mar Caribe, que geográficamente hace parte del Archipiélago Los Roques, y del Parque nacional del mismo nombre, administrativamente hace parte de las Dependencias Federales de Venezuela.
Se trata de un Cayo de 29,5 hectáreas con numerosas rancherías de pescadores, las principales actividades económicas son la pesca de langostas y el turismo. Cayo Pirata se encuentra unido por una pequeña franja de arena a Cayo Madrisquí, y existe una laguna entre ambos cayos.
La langosta se obtiene durante determinadas épocas del año, su pesca es importante porque abastece al mercado nacional venezolano.